# Joanna Maranhão
Joanna de Albuquerque Maranhão Bezerra de Melo (Recife, 29 de abril de 1987) é uma educadora física e ex-nadadora brasileira.

## Biografia

### Primeiros anos
Joanna nasceu em Recife, capital do estado de Pernambuco, no ano de 1987. É filha da médica Teresinha Maranhão.
Iniciou na prática da natação, no Clube Português do Recife, tradicional clube localizado no bairro da Graças, aos três anos de idade.
O seu primeiro grande resultado foi no Festival CBDA-Correios Norte-Nordeste Mirim, de 1998, onde ela, com onze anos, venceu a prova de 400 metros livre com 5m08s44, e os 200 metros medley com 2m45s02.

### Carreira
Participou aos doze anos de idade nos Jogos Pan-Americanos de 1999, realizados em Winnipeg, no Canadá.
Esteve no Campeonato Mundial de Esportes Aquáticos de 2003 em Barcelona, na Espanha, onde ficou em 24º lugar nos 200 metros medley e 29º lugar nos 200 metros peito.
Aos dezesseis anos de idade participou de sua sua segunda edição de Jogos Pan-Americanos. Participou da edição de 2003, realizado em Santo Domingo, na República Dominicana. Foi medalha de bronze nos 400 metros medley, quarto lugar nos 200 metros medley e oitavo lugar nos 200 metros peito.
Com dezessete anos de idade, integrou a delegação brasileiro nos Jogos Olímpicos de Verão de 2004, realizado em Atenas, na Grécia.
Terminou em quinto lugar na categoria de 400 metros medley, a melhor colocação obtida até hoje por uma nadadora brasileira. Também ficou em sétimo nos 4x200 metros livre e 11º nos 200 metros medley. No mesmo ano, no Campeonato Mundial de Natação em Piscina Curta de 2004 realizado em Indianapolis, nos Estados Unidos, Joanna ficou em oitavo lugar nas eliminatórias dos 400 metros medley, mas não nadou a final; nos 200 metros costas sofreu desqualificação; e ficou em sexto lugar no revezamento 4x200 metros livre.
Após os Jogos de Atenas, Joanna, teve uma grande queda de rendimento, o qual foi recuperando lentamente ao longo dos anos, incluindo o tratamento da saúde mental, com psicologia. Foi campeã no Campeonato Sul-Americano de 2006, realizado na Colômbia, na categoria dos 200 metros medley e no revezamento 4x200 m livre. Entre os anos de 2002 e 2008, foi heptacampeã no Troféu José Finkel nos 200 metros medley e nos 400 metros medley.
Participou do Campeonato Mundial de Esportes Aquáticos de 2005 em Montreal, no Canadá. No campeonato, terminou em 21º nos 400 metros medley, em décimo nos 200 metros medley e em 13º nos 4x200 metros livre.
Representou o Brasil, no Campeonato Mundial de Natação em Piscina Curta de 2006 em Shanghai, na China. Na competição, obteve a 12ª colocação nos 400 metros medley, 13ª nos 200 metros medley e nono lugar nos 4x200 metros livre.
Nos Jogos Pan-Americanos de 2007, realizados no Rio de Janeiro, ficando em quarto lugar nos 200 metros medley e nos 400 metros medley, e ganhou a medalha de bronze dos 4x200 metros livre por ter nadado a eliminatória da prova.
Integrou a delegação brasileira nos Jogos Olímpicos de 2008 de Pequim, na China, em três provas: nos 200 metros medley marcou 2m14s97, recorde sul-americano, porém apenas o 22º tempo geral; nos 400 metros medley obteve o 17º tempo geral, com 4m40s18; e em sua última participação, nos 200 metros borboleta, fez 2min10s64, ficando em 22º lugar no geral.
No Campeonato Mundial de Esportes Aquáticos de 2009 em Roma, na Itália, ficou em 22º nos 400 metros medley, em 12º nos 200 metros medley e em 20º nos 200 metros borboleta.
Participou da delegação brasileira nos Jogos Pan-Americanos de 2011 em Guadalajara, no México, conquistando a medalha de prata nos 400 metros medley para o Brasil, ficando muito perto de derrotar a recordista mundial de piscina curta da prova, a estadunidense Julia Smit. Também obtém a medalha de prata no revezamento 4x200 metros livre e a medalha de bronze nos 200 metros medley, além de ficar em quarto lugar nos 200 metros borboleta e nos 400 metros livre.
Realizou uma breve pausa na carreira em 2013, retornando às piscinas, em 2014.
Em abril de 2015, participando do Troféu Maria Lenk no Rio de Janeiro, Joanna quebrou o recorde sul-americano do revezamento 4x200 metros livre, com 8m03s22, junto com Larissa Oliveira, Manuella Lyrio e Gabrielle Roncatto. No mesmo integrou a delegação do Brasil que foi para os Jogos Pan-Americanos de 2015, em Toronto, no Canadá. Conquistou duas medalhas de bronze na competição, 400m medley e 200 metros borboleta.
Em 30 de Junho de 2017, Joanna bateu o recorde brasileiro nos 1500 metros nado livre, com o tempo de 16m26s63, durante o Campeonato Paulista.
No ano seguinte, foi tema do livro Joanna Maranhão na raia da superação, de autoria de Carlos Lopes em que conta sua trajetória esportiva e da fundação da ONG Infância Livre, em 2014.
Em fevereiro de 2023, Joanna Maranhão assumiu a presidência do Conselho de Ética do Comitê Olímpico do Brasil. Sendo uma dos cinco conselheiros da instituição, Joanna participa de um rodízio em que cada conselheira fica cerca de um ano nessa função. Ela se tornou a primeira mulher e primeira ex-atleta no posto, conforme divulgado pelo portal do jornal Lance!

## Vida pessoal
Em fevereiro de 2008 revelou em entrevista que havia sido molestada sexualmente aos nove anos de idade pelo seu então treinador.
No ano seguinte, o Senado Federal aprovou, com relatoria de Aloizio Mercadante (PT), um projeto de lei que alterava o Código Penal brasileiro de 1940, estabelecendo que o prazo de prescrição de abuso sexual de crianças e adolescentes seja contado a partir da data em que a vítima completar dezoito anos. Este projeto foi aprovado pela Câmara dos Deputados no dia 22 de maio de 2012, e foi batizado pelos próprios parlamentares de Lei Joanna Maranhão.
Casou-se no final de 2008 com Rafael Franco de Sá, e separou-se dele em 2009. Tentou se matar duas vezes em 2013, devido a uma crise de depressão.
Atualmente é casada com o judoca Luciano Corrêa, com quem teve seu primeiro filho, Caetano, nascido em 2019. É uma torcedora fanática do Sport Club do Recife.
Posicionou-se de maneira contrária ao Impeachment de Dilma Rousseff. Em fevereiro de 2017, anunciou sua filiação ao Partido Socialismo e Liberdade (PSOL). No ano seguinte, participou da terceira temporada do reality show de dança, Dancing Brasil, apresentado por Xuxa na RecordTV, alcançando o sétimo lugar na competição. Em outubro do mesmo ano, assumiu um cargo na Secretaria de Turismo, Esportes e Lazer da Prefeitura Municipal de Recife. assumindo a Gerência de Rendimento e Projetos Especiais, quando a pasta foi comanda por Yane Marques, na gestão de prefeito de Geraldo Júlio (PSB).
Em abril de 2020, Joanna deixou o PSOL e filiou-se ao Partido Socialista Brasileiro (PSB). Em agosto de 2020, deixou o cargo na prefeitura para dedicar-se aos estudos. Em junho de 2020, envolveu-se em um acidente automobilístico com Luciano e  Caetano, sem maiores ferimentos. Iniciou seus estudos na Universidade da Flórida, porém, não concluiu a graduação na universidade estadunidense. Voltou aos estudos e formou-se bacharel em educação física na Faculdade Maurício de Nassau (UNINASSAU).
Realizou seu mestrado em ética esportiva, através de uma bolsa cedida pelo Comitê Olímpico do Brasil (COB), em Leuven, na Bélgica. Em 2023, assumiu o cargo de  presidência do Conselho de Ética do COB.
Em 2022, endossou a candidatura de Luiz Inácio Lula da Silva para a presidência durante a eleição presidencial de 2022. Ao ano seguinte, criticou a decisão de troca do Ministério do Esporte de Ana Moser em detrimento de André Fufuca (PP). É vegetariana.

## Marcas importantes
Piscina olímpica (50 metros)
- Recordista sul-americana dos 200 metros medley: 2m12s12, marca obtida em 26 de julho de 2009.[87]
- Recordista sul-americana dos 200 metros borboleta: 2m09s41, marca obtida em 5 de setembro de 2009.[87]
- Recordista brasileira dos 400 metros medley: 4m38s07, marca obtida em 17 de julho de 2015.[88]
- Ex-recordista brasileira dos 400 metros livre: 4m12s19, marca obtida em 8 de maio de 2009.
- Recordista brasileira dos 800 metros livre: 8m32s96, marca obtida em 18 de dezembro de 2009.[89]
- Recordista sul-americana do revezamento 4x200 metros livre: 8m03s22, obtidos em 8 de abril de 2015 com Larissa Oliveira, Manuella Lyrio e Gabrielle Roncatto.[90]

Piscina semi-olímpica (25 metros)
- Recordista sul-americana dos 200 metros medley: 2m09s03, marca obtida em 7 de novembro de 2009.[91]
- Recordista sul-americana dos 200 metros borboleta: 2m04s01, marca obtida em 7 de novembro de 2009.[92]
- Recordista sul-americana dos 400 metros medley: 4m26s98, marca obtida em 7 de novembro de 2009.[93]
- Recordista sul-americana dos 200 metros costas: 2m08s34, marca obtida em 20 de agosto de 2012.[94]
- Ex-recordista brasileira dos 800 metros livre: 8m32s17, marca obtida em 7 de setembro de 2004.[95]
- Recordista sul-americana do revezamento 4x200 metros livre: 8m01s78, obtidos em 9 de setembro de 2005, com Paula Baracho, Manuella Lyrio e Tatiana Lemos.[96]
- Ex-recordista sul-americana dos 200 m livres: 1m57s19, marca obtida em 6 de novembro de 2009..